# 聖馬科斯德凱金
聖馬科斯德凱金（西班牙語：San Marcos de Caiquín），是洪都拉斯的城鎮，位於該國西南部，由倫皮拉省負責管轄，始建於1994年11月4日，面積94平方公里，海拔高度1,403米，2001年人口4,040，人口密度每平方公里42.98人。